# 九子公园
九子公园是中華人民共和國上海市黃浦區的一個公園，位於成都路高架東側，蘇州河南岸，面積7000平方米，內有9座兒童雕塑。公園名稱九子來源自上海小孩時常玩的套圈子、抽陀子、掼结子、顶核子、跳筋子、造房子、扯铃子、打弹子、滚轮子等九種弄堂遊戲。2006年1月，九子公园开园。